# Candelaria (Lempira)
Candelaria é uma cidade hondurenha do departamento de Lempira.